# 1-ша дивізія протиповітряної оборони (РФ)
1-ша дивізія ППО (військова частина 06351) — дивізія ППО, яка входить до складу 45-ї армія ВПС і ППО. Штаб розташовується у (місті Сєвєроморськ, смт Сафоново).

## Історія
01.06.1951 в селі Ваєнга сформовано управління Начальника ППО Північного флоту, й вже через рік 15.12.1952 переформовано на управління командувача ППО ПнФ.
01.02.1957 у Сєвероморську сформовано управління Північного корпусу ППО, й через рік 01.01.1958 корпус переформовано на штати Військ ППО країни.
25.07.1958 корпус ППО включено до складу Північної армії ППО.
04.04.1960 перейменовано на 21-й корпус ППО.
У 2009 переформований на 1-шу бригаду повітряно-космічної оборони.
1 грудня 2014 року 1-ша бригада ПКО переформована на 1-шу дивізію ППО.
З формуванням 45-і армії ВПС і ППО у грудні 2015 року 1-шу дивізію ППО передано з 6-ї армії ВПС і ППО.

## Склад
До складу дивізії входять:
- 531-й гвардійський зенітний ракетний Невельського-Берлінський ордена Леніна, Червонопрапорний, орденів Суворова, Кутузова і Богдана Хмельницького полк — військова частина 70148 (Мурманська обл., місто Полярний)[1] (управління, АКП, 1-й дивізіон — 12 од. ПУ ЗРК С-400, 2-й дивізіон — 12 од. ПУ ЗРК С-400, 3-й дивізіон — 6 од ЗРПК 96К6 «Панцир-С1»);
- 583-й зенітний ракетний Червонопрапорний полк — військова частина 36226 (Мурманська обл., місто Оленєгорськ) — АКП, 2 дивізіону (12 од. ПУ ЗРК С-300пм, 12 од. ПУ ЗРК С-300ПС);
- 1528-й зенітний ракетний ордена Червоної Зірки полк — військова частина 92485 (Архангельська обл., місто Сєвєродвінськ) — управління, АКП, 3 дивізіони по 12 од. ЗРК С-300ПС. На 2018 рік заплановано постачання одного дивізіону (8 ПУ) ЗРК С-400);
- 331-й радіотехнічний полк — військова частина 36138 (місто Сєвєроморськ, сел. Щукозеро);
- 332-й радіотехнічний полк — військова частина 21514 (місто Архангельськ).

## Командири
1-а бригада ПКО
- генерал-майор Дьомін, Андрій Геннадійович (2009—2011)

1-а дивізія ППО
- генерал-майор Москвічов, Сергій Юрійович[7]